# Alpaida nigrofrenata
Alpaida nigrofrenata este o specie de păianjeni din genul Alpaida, familia Araneidae. A fost descrisă pentru prima dată de Simon, 1895. Conform Catalogue of Life specia Alpaida nigrofrenata nu are subspecii cunoscute.